# Dywizja Karola Łużeckiego
Dywizja Karola Łużeckiego – jednostka organizacyjna wojsk koronnych II połowy XVII wieku, okresu wojny polsko-tureckiej (1672-1676). Zgrupowanie wzięło udział w zaciętej bitwie pod Ładyżynem.

## Skład w 1672
- jazda narodowa (pancerna i lekka, bez husarii)
  - chorągiew pancerna JKM pod por. Janem Pruszkowskim
  - chorągiew pancerna Feliksa Potockiego, wojewody sieradzkiego
  - chorągiew pancerna Samuela Prażmowskiego, wojewody płockiego
  - chorągiew pancerna Stanisława Koniecpolskiego, starosty dolińskiego pod por. Kuźmińskim
  - chorągiew pancerna hetmana Jana Sobieskiego
  - chorągiew pancerna Aleksandra Michała Lubomirskiego pod por. Mikołajem Ślubowskim
  - chorągiew pancerna kawalera maltańskiego Hieronima Augustyna Lubomirskiego pod por. Stanisławem Stokowskim
  - chorągiew pancerna Mikołaja Franciszka Daniłowicza, starosty czerwonogrodzkiego pod por. Remigianem Sołtykiem
  - chorągiew pancerna Krzysztofa Chodorowskiego, starosty winnickiego pod por. Weremowskiem
- dragonia - 4 regimenty, razem 1100 porcji
  - Stanisława Koniecpolskiego, starosty dolińskiego pod Janem Linkhauzem - regiment zniszczony w trakcie bitwy
  - Stefana Stanisława Czarnieckiego, pisarza polnego koronnego pod obersztlejtn. Hermanem Szwarcem - regiment zniszczony w trakcie bitwy
  - Ludwika de Maligny markiza d'Arquien pod obersztlejtn. Albachem
  - gen. Marcina Kątskiego
- pół regimentu piechoty cudzoziemskiej gen. Michała Żebrowskiego - 125 porcji
- oddział wydzielony z garnizonu Ładyżyna – 120 żołnierzy (piechota i dragonia) z regimentów Ernesta Denhoffa i Jana Henryka Alten-Bockum – oddział zniszczony w trakcie bitwy